# Ulrich Papke
Ulrich Papke, né le 4 mars 1962 à Neuruppin, est un céiste allemand pratiquant la course en ligne.

## Palmarès

### Jeux olympiques
- Médaille d'or aux Jeux olympiques de 1992 à Barcelone en C-2 1 000 m avec Ingo Spelly.
- Médaille d'argent aux Jeux olympiques d'été de 1992 à Barcelone en C-2 500 m avec Ingo Spelly[1].